# Liu Yan (kunstschaatsster)
Liu Yan (Chinees: 刘艳; Qiqihar, 30 augustus 1984) is een Chinees voormalig kunstschaatsster. Ze nam deel aan twee edities van de Olympische Winterspelen: Turijn 2006 en Vancouver 2010. Liu viel nooit in de prijzen bij grote internationale wedstrijden.

## Biografie
Liu begon op vijfjarige leeftijd met kunstschaatsen. Ze nam zes keer deel aan de wereldkampioenschappen. Haar beste prestatie was de 16e plaats in 2006 en 2010. Van haar acht deelnames aan de viercontinentenkampioenschappen eindigde ze vier keer in de top tien, in 2006 werd ze 7e. Liu nam twee keer deel aan de Olympische Winterspelen: ze eindigde als 11e in 2006 en als 19e in 2010.

## Belangrijke resultaten
| Kampioenschap                | 02/03 | 03/04 | 04/05 | 05/06 | 06/07 | 07/08 | 08/09 | 09/10 |
| ---------------------------- | ----- | ----- | ----- | ----- | ----- | ----- | ----- | ----- |
| Olympische Spelen            |       |       |       | 11e   |       |       |       | 19e   |
| Wereldkampioenschap          |       |       | 21e   | 16e   | 22e   | 31e   | 42e   | 16e   |
| Viercontinentenkampioenschap | 14e   | 9e    | 8e    | 7e    | 9e    | 14e   | 11e   | 12e   |
| Aziatische Spelen            |       |       |       |       | 7e    |       |       |       |
| Nationaal kampioenschap      | 5e    | Brons | Goud  |       | Goud  | Goud  | Goud  | Goud  |